# Orchestre de Cleveland

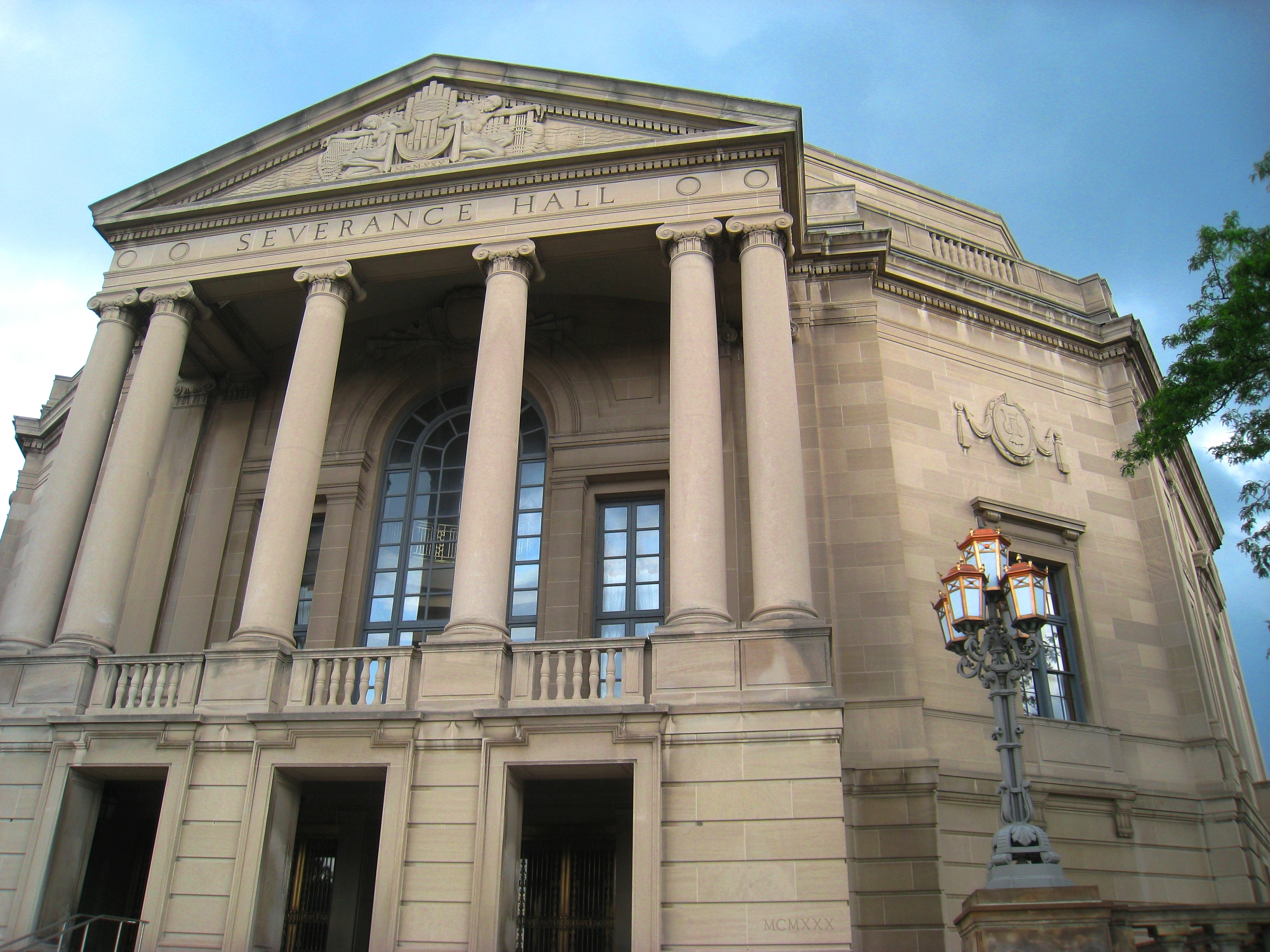
Severance Hall, résidence de l'orchestre de Cleveland.

L'Orchestre de Cleveland (Cleveland Orchestra en anglais) est l'un des plus importants orchestres symphoniques américains. Il est basé dans la ville de Cleveland, dans l'État de l'Ohio.

## Historique
L'orchestre de Cleveland a été fondé en 1918 par Adella Prentiss Hughes, avec Nikolai Sokoloff comme premier chef d'orchestre principal. Artur Rodziński, Erich Leinsdorf, George Szell, Pierre Boulez, Lorin Maazel et Christoph von Dohnanyi se sont ensuite succédé à la tête de cet orchestre qui est aujourd'hui dirigé par Franz Welser-Möst.
La réputation mondiale de l'orchestre est due au travail de fond que George Szell réalisa durant son mandat de près d'un quart de siècle. Il expliqua ainsi en interview le son qu'il désirait : « Je souhaitais faire une synthèse de la sonorité des orchestres européens d'avant la Première Guerre mondiale et des orchestres américains à leur apogée, à savoir une intonation impeccable et une grande virtuosité d'exécution, ce qui, en Amérique, était souvent une fin en soi » (interview donnée en 1969, incluse dans le documentaire The Art of Conducting: Great Conductors of the Past).
Durant la saison estivale, l'orchestre joue au Blossom Music Center de Cuyahoga Falls (une autre ville de l'Ohio). Le reste de l'année, c'est le Severance Hall de Cleveland qui accueille ses concerts, à moins que l'orchestre ne soit en tournée à travers les États-Unis ou à l'étranger.
En 1991, Michael Jackson est accompagné par l’orchestre de Cleveland sur le morceau Will You Be There de l’album Dangerous.
Engagé par George Szell en 1965, John Mack en est le premier hautbois solo, sous la direction de Szell, de Lorin Maazel puis de Christoph von Dohnányi, jusqu'à son départ à la retraite en 2001. Il est le créateur du concerto commandé à Ellen Zwilich par l'orchestre pour honorer son vingt-cinquième anniversaire avec la phalange.

## Direction
- Nikolai Sokoloff (1918–1933)
- Artur Rodziński (1933–1943)
- Erich Leinsdorf (1943–1944)
- George Szell (1946–1970)
- Pierre Boulez (1970–1972) (Conseiller musical)
- Lorin Maazel (1972–1982)
- Christoph von Dohnányi (1984–2002)
- Franz Welser-Möst (2002–)

## Sources
- (en) Cet article est partiellement ou en totalité issu de l’article de Wikipédia en anglais intitulé « Cleveland Orchestra » (voir la liste des auteurs).